# Schistidium sinensiapocarpum
Schistidium sinensiapocarpum là một loài Rêu trong họ Grimmiaceae. Loài này được (Müll. Hal.) Ochyra mô tả khoa học đầu tiên năm 1998.